# توموسابورو كاتو
توموسابورو كاتو (باليابانية: 加藤友三郎 كاتو توموسابورو) (22 فبراير 1861 - 24 أغسطس 1923) كان ضابط في البحرية الإمبراطورية اليابانية كما شغل منصب رئيس الوزراء الياباني الحادي والعشرين بين 12 يونيو 1922 إلى 24 أغسطس 1923.